# Белли, Паскуале
Паскуале Белли  (итал. Pasquale Belli, 3 декабря 1752, Рим — 31 октября 1833, там же) — итальянский архитектор.

## Биография
Родился в Риме в семье Джамбаттисты Белли и Аннунциаты Мирабелли из Ареццо. Учился рисованию и живописи у Л. Пешо из Лиона, но вскоре посвятил себя обучению архитектурному проектированию под руководством Пьетро Кампорезе Старшего. В 1775 году получил вторую премию в архитектурном классе Академии Святого Луки в Риме. Среди его первых работ под руководством Кампорезе — арка, воздвигнутая в Субиако в честь новоизбранного Папы римского Пия VI, и обустройство Палаццо Аполлинаре (Palazzo dell’Apollinare) в Риме.
Позднее по воле Пия VI помогал Джованни Антинори в установке колоссальных скульптур Диоскуров и в возведении обелиска на Квиринальской площади (1783—1786), а также в установке обелисков перед церковью Сантиссима-Тринита-дей-Монти (1789) и на площади Монтечиторио (1790—1792).
В 1810 году был избран членом Академии Святого Луки, в 1817 году вместе с А. Кановой, В. Камуччини Б. Торвальдсеном и другими академиками входил в комиссию, реформировавшую устав Академии.
В 1813 году вместе с другими архитекторами, в том числе Кампорезе, участвовал в конкурсе на памятник, который Наполеон Бонапарт пожелал воздвигнуть в Монченизио (Пьемонт) в память о своей победе, но этот проект не был реализован. Однако самые важные работы Паскуале Белли относятся к третьему десятилетию века, когда ему было семьдесят лет. После того, как в 1818 году в нижней базилике в Ассизи были обнаружены останки святого Франциска, Белли было поручено в 1820 году построить крипту. Он задумал сооружение в плане греческого креста, оканчивающееся со всех четырёх сторон полукружиями с шестнадцатью дорическими колоннами, поддерживающими свод. Однако такое неоклассическое решение не гармонировало с готической архитектурой базилики, поэтому в 1926 году крипта была демонтирована (новую композицию в 1932 году создал Уго Тарки).
В 1821 году Белли было поручено продолжить работы в Музее Кьярамонти в Ватикане, начатые ещё Раффаэле Стерном (завершены в 1822 году). В 1825 году Паскуале Белли был назначен главным архитектором базилики Сан-Паоло-фуори-ле-Мура, и ему было поручено наблюдать за воссозданием и реконструкцией базилики после опустошительного пожара 1823 года. В 1831 году была установлена первая колонна новой церкви. В этих работах ему помогали Бозио и Пьетро Кампорезе Младший. В 1833 году Белли сменил Луиджи Полетти.
По проектам Белли завершали фасады римских церквей Сант-Андреа-делле-Фратте (1826) и Санта-Мария делла Консолационе (1827). Паскуале Белли «внёс, может быть, не самый значительный, но своеобразно-римский, пуристский вклад в архитектуру неоклассицизма, основанную на ренессансном и раннехристианском зодчестве».
Умер в Риме 31 октября 1833 года и был похоронен в церкви Академии Святого Луки.